# هتک حرمت قرآن

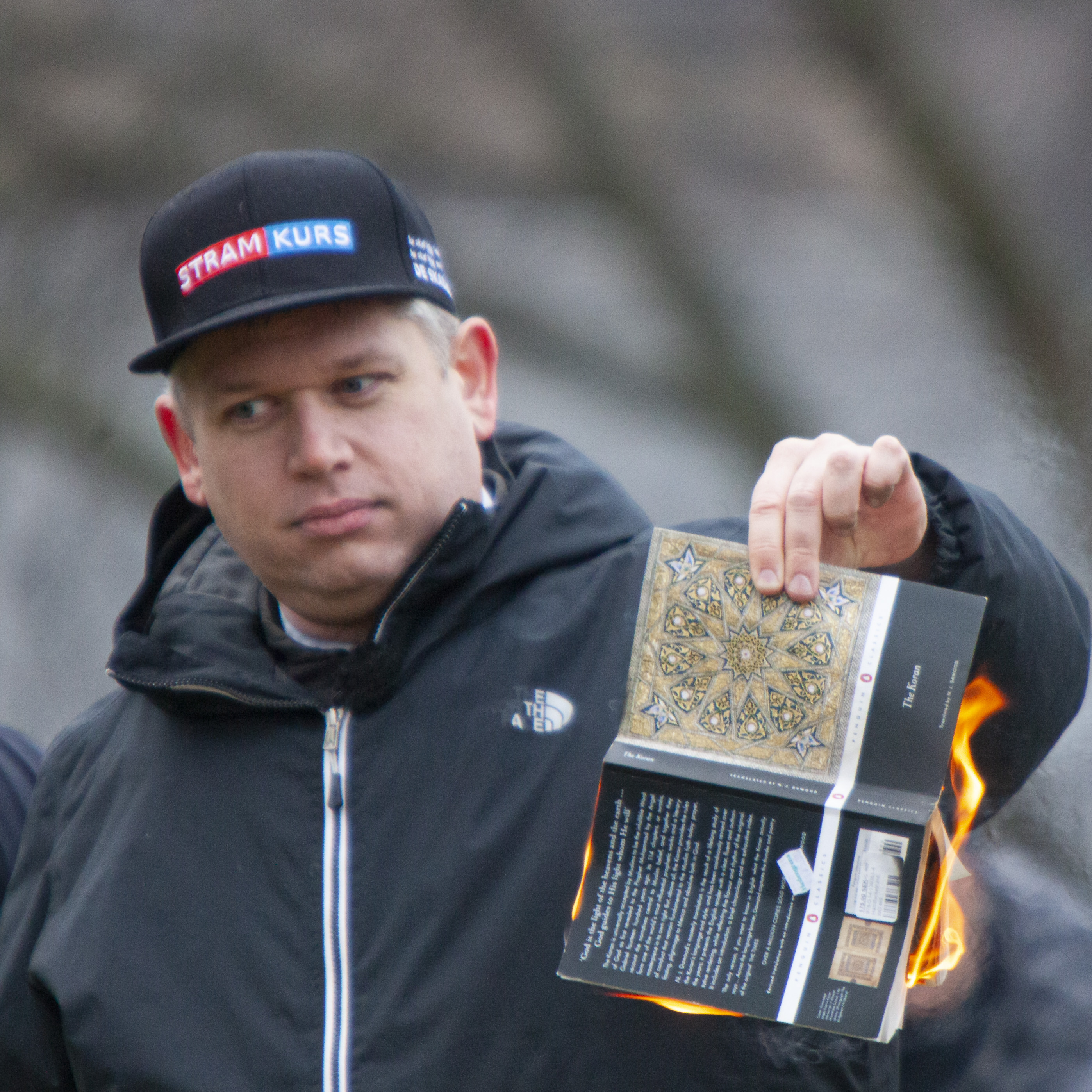
راسموس پالودان، رهبر حزب سیاسی هارد لاین در سال ۲۰۲۳ باعث اعتراضات به هتک حرمت قرآن در سوئد شد.

هتک حرمت قرآن (به عربی: تدنيس القرآن) به مجموعه اعمالی گفته می‌شود که در آن به قرآن، کتابی که مسلمانان آن را کلام خدا دانسته و مقدس می‌شمارند توهین شده یا آن را مورد تخریب قرار دهند. این رفتار در دید مسلمانان کفر تلقی شده و مجازات آن در کشورهای ایران، افغانستان، سومالی و پاکستان اعدام است.
سوزاندن قرآن توسط تری جونز، کشیش آمریکایی در سال ۲۰۱۰ یکی از موارد آشکار و علنی‌شده اهانت به قرآن است. در بیشتر موارد اهانت به قرآن به دلیل شیوه رفتاری و زندگی مسلمانان در کشورهای اروپایی و آمریکا و تضاد فرهنگ اسلامی در مقایسه با فرهنگ غربی صورت می‌گیرد. در عمده موارد هتک حرمت قرآن افراد هتاک، به مواردی چون استفاده از پوشش‌هایی چون برقع در مکان‌های عمومی، اجرای احکام اعدام بر اساس شرع اسلام، نقش مسلمانان حادثه یازده سپتامبر و مواردی دیگر در شریعت اسلام معترض هستند. [ نیازمند منبع ]
یکی از موارد قران سوزی در میانمار است که از سال ۱۹۳۰ تا ۲۰۱۰ هزاران مسلمان در این کشور کشته شده و مساجد تخریب و هزاران جلد قرآن آتش زده شد.

در فاصله سالهای ۱۹۲۲–۱۹۹۲ که اتحاد جماهیر سوسیالیستی شوروی در ان منطقه حاکم بود، بنا به سیاست ضد دینی لنین و استالین، هزاران مسجد تعطیل و قران‌های بسیاری سوزانده شد.

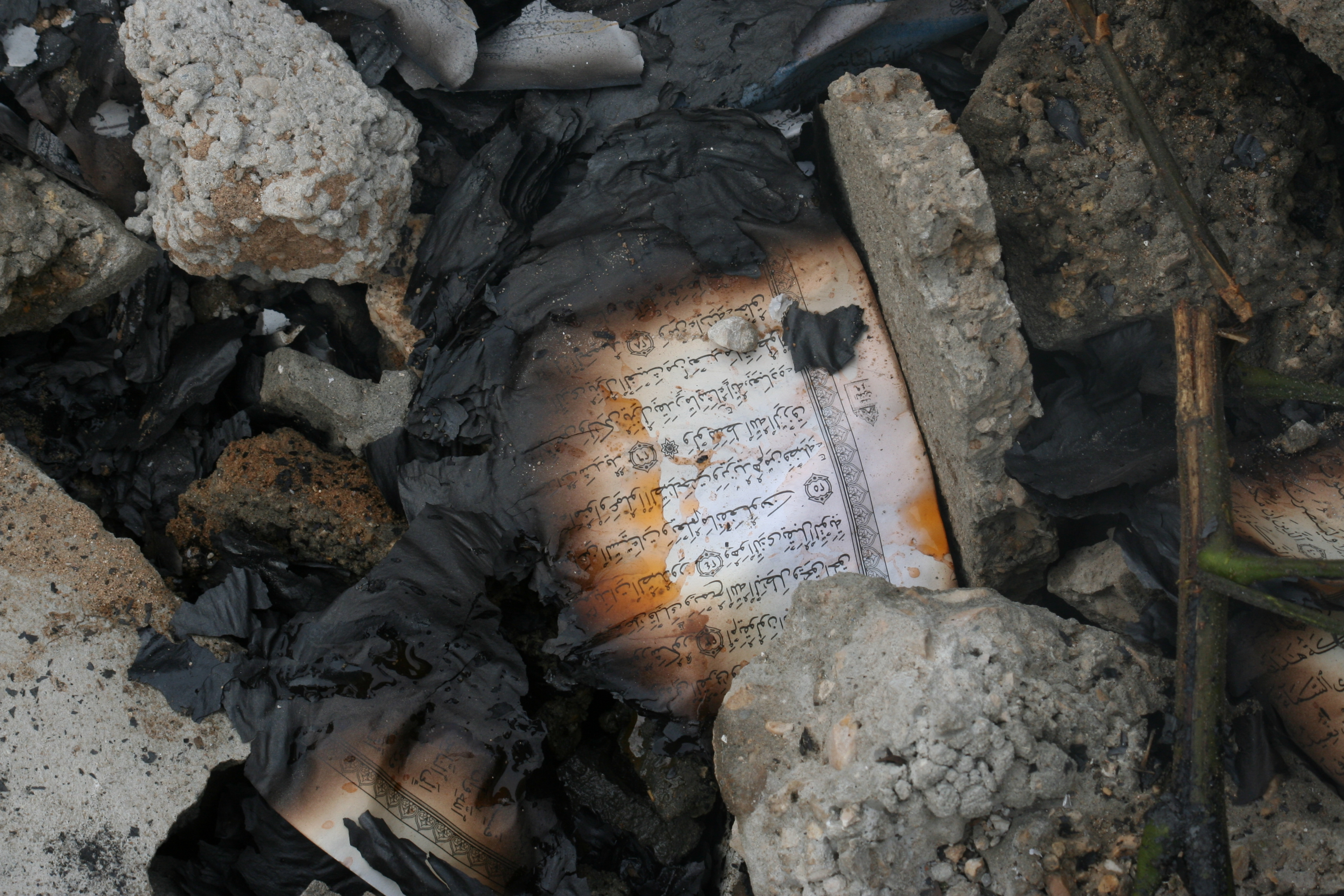
بقایای یک قرآن سوزانده شده.

حکومت چین تحت حاکمیت حزب کمونیست چین در دوران حکومت شی جین پینگ، دبیرکل این حزب، سیاستی را دنبال کرده که به بازداشت و نگهداری بیش از یک میلیون مسلمان (که اکثریت آنان اویغور هستند) در توقیف‌گاه‌های مخفی، بدون هیچ‌گونه فرایند حقوقی، منجر شده است. منتقدان این سیاست، از آن به عنوان چینی‌سازی سین‌کیانگ یاد کرده‌اند و آن را نوعی نسل‌کشی نژادی یا فرهنگی دانسته‌اند. بسیاری از فعالان، سازمان‌های مردم‌نهاد، متخصصان حقوق بشر و مقامات دولتی این سیاست را نوعی نسل‌کشی خوانده‌اند. در این کشتار صدها مسجد اویغور به کاباره تبدیل شد و چندین هزار جلد قران به آتش کشیده شد.